# E8-variëteit
In de wiskunde is de E8-variëteit de unieke compacte, enkelvoudig samenhangend topologische 4-variëteit met als doorsnedevorm het E8-rooster.
De E8-variëteit werd in 1982 ontdekt door Michael Freedman. De stelling van Rokhlin en de stelling van Donaldson  toonden aan dat de E8-variëteit geen gladde structuur had. Dit liet in combinatie met het werk van Andrew Casson over de Casson-invariant zien dat de E8-variëteit niet triangulair is als een simpliciaal complex.